# NAVECO
NAVECO est une coentreprise sino-italienne entre le constructeur chinois Nanjing Motor Group Company et le groupe italien Fiat-Iveco.
NAVECO est une composante de Fiat Chine.
C'est un constructeur complet de véhicules commerciaux légers et de moteurs. L’offre de produits comprend plus de 200 modèles sur six segments allant de 3 à 6 tonnes de PTC.
La gamme comprend des minibus, des véhicules commerciaux, des 4x4 tout terrains, des versions militaires et des véhicules spéciaux.
NAVECO a été créée en 1986 à l'origine pour être une coopération technique et commerciale avec Iveco pour la fabrication, sous licence, de certains modèles de la gamme Iveco Daily de 1re génération, par Yuejin Trucks.
En 1996, avec la libéralisation des investissements étrangers en Chine, cet accord se transforma en coentreprise pour la fabrication par Iveco, en Chine, de 20 000 exemplaires par an de toute la gamme Iveco Daily, fourgons, camions benne et minibus. Le chiffre d'affaires annuel dépasse les 600 millions US$, selon la valeur accordée à la monnaie chinoise.

## Yuejin Motor (Group) Corporation
Yuejin Motor Group est un des principaux groupes industriels chinois. Actuellement Yuejin Motor Group dispose d'un capacité de production annuelle de 200 000 véhicules de toutes sortes avec trois principales sociétés opérationnelles : Nanjing Yuejin, Nanjing Iveco et Nanjing-Fiat.
Nanjing Automobile Corporation commercialise les fabrications Yuejin, marque spécialisée dans les véhicules utilitaires et les camions moyen tonnage.
Actuellement, Yuejin Motor Group dispose d'une gamme qui couvre un très large choix de modèles comprenant des utilitaires légers, des camions moyen tonnage, des minibus, des 4x4, des minibus et des constructions spéciales.

## Nanjing Automobile Group Corporation
Nanjing Automobile Group Corporation (Yuejin Motor Group Corporation) est une entreprise d'État chinoise qui emploie plus de 16 000 personnes. Fondée en 1947 c'est le plus ancien constructeur chinois d'automobiles. Le site industriel est implanté sur une aire de 400 ha, sa capacité de production est d'environ 200 000 véhicules par an. La production comprend le secteur automobiles particulières, les petits camions et les autobus.
L'histoire de Nanjing Automobile (Group) Corporation remonte à 1947. C'est le 10 mars 1958 que la société fabriqua le premier camion léger de Chine. Dès lors l'usine fut autorisée à fabriquer des véhicules automobiles et la société Nanjing Automobile Works vit le jour.
Entre les années 1958 et 1979, Nanjing restera dans une position de quasi-monopole dans le secteur des automobiles en Chine. En 1980, pour satisfaire à la demande, Nanjing installera le premier moteur diesel sur un véhicule utilitaire.

## La nouvelle NAVECO
Très satisfaits de la qualité de leurs relations, les associés ont développé cette J.V. et le 14 septembre 2006, ils ont décidé la fusion de Yuejin dans NAVECO qui devient ainsi le principal constructeur de poids lourds du pays.
Yuejin disposait d'une capacité de construction de 40 000 unités/an et son intégration dans NAVECO va permettre d'atteindre les 100 000 unités d'ici 2008. Toute la gamme Yuejin sera dotée des technologies modernes Iveco.
Iveco élargit donc sa présence en Asie et en Chine particulièrement dans le secteur des  véhicules industriels légers et de moyen tonnage avec la nouvelle Naveco.
Iveco, filiale du Groupe Fiat S.p.A., a signé un contrat avec Nanjing Automotive Corporation (NAC), qui lui permet la reprise par Naveco, de toutes les activités de Yuejin Motor Company, dans le domaine des véhicules industriels.
Cet accord consolide les relations entre le groupe Fiat SpA et le groupe NAC mais aussi avec les dirigeants des Autorités locales de Jangsu et de la Municipalité de Nanchin, avec qui Fiat entretient d'excellentes relations depuis deux décennies. Le Groupe Fiat est présent dans la province de Jiangsu avec ses filiales Fiat Auto, Iveco, Magneti-Marelli et Teksid.
Naveco prend ainsi la première place du marché dans les segments des véhicules commerciaux légers et des moyens tonnages. Mais cela va permettre à Iveco de disposer d'une gamme complète de véhicules industriels en Chine lorsque l'on ajoute la gamme lourde qui sera fabriquée à Chongqing dans le cadre de la J.V. SAIC Iveco.
La nouvelle Naveco intègre les fabrications actuelles du Daily avec les productions de Yuejin, pour lesquelles un sérieux plan de remise à niveau avec l'apport des technologies Iveco est engagé.
La production était de 114.800 unités en 2012 et a cru de 65% pour atteindre 126.900 unités en 2013.

## La revente de Yuejin
Le 16 décembre 2016, les deux groupes actionnaires IVECO S.p.A. et SAIC, ont décidé de procéder à une profonde restructuration du groupe NAVECO. IVECO revend son importante participation dans le constructeur Yuejin à SAIC, qui était intégré dans NAVECO mais conserve 12,8% des actions. NAVECO sera désormais entièrement consacré aux productions portant la marque IVECO, qui couvre toute la gamme connue en Europe, camions et autobus, plus le nouveau Iveco 682, réservé aux marchés non européens.